# Lakkundi
Lakkundi (in lingua kannada ಲಕ್ಕುಂಡಿ)è un villaggio situato nel distretto di Gadag, nello stato federato del Karnataka in India; si trova esattamente sulla strada che da Hubli conduce in direzione di Hampi, 13 km ad est di Gadag-Betageri.
L'intera zona circostante il centro abitato è disseminata di rovine templari, luogo d'alto interesse archeologico con ben 50 templi, 101 pozzi a gradini e 29 lunghe iscrizioni  di alto valore storico e documentario ripartite nei periodi Chalukya, Kalachuri, Seuna e per finire dell'impero Hoysala. Un altro nome utilizzato nelle iscrizioni è quello di LokkiGundi.
Esiste anche un ampio complesso templare della fede religiosa che si rifà al Giainismo.
Il sito è un gioiello architettonico ancora molto poco conosciuto e non frequentato dalla maggioranza dei turisti internazionali.